# Mona Ardeleanu
Mona Ardeleanu  (* 1984 in Lörrach) ist eine deutsche Malerin rumänischer Abstammung.

## Leben
Ardeleanu studierte von 2003 bis 2010 Freie Malerei an der Staatlichen Akademie der Bildenden Künste in Stuttgart bei Alexander Roob und machte dort ihr Diplom. Daneben studierte sie 2004 auch bei Franz Ackermann an der Staatlichen Akademie der Bildenden Künste Karlsruhe sowie von 2008 bis 2009 bei Daniel Richter an der Akademie der bildenden Künste Wien und bei Karin Kneffel an der Akademie der Bildenden Künste München (2009).
Mona Ardeleanu lebt und arbeitet in Stuttgart.

## Werk
In ihrer Malerei entwickelt Mona Ardeleanu eine einzigartige Variante des Stilllebens. Stets von monochromen Hintergründen ausgehend, füllt sie ihre Leinwände mit seltsam anmutenden Arrangements aus unterschiedlich gemusterten, gerafften oder gefalteten Stoffen, Details von Kleidungsstücken, Haaren, Gurten, Bändern, spitzen Stäben oder anderen Gegenständen. Ardeleanu arbeitet immer in Serien; ihre Gemälde zeigen Objekte, die teilweise wie Körperteile oder aber wie für einen ganz bestimmten, mysteriösen Zweck gemacht erscheinen. Den Betrachter machen sie neugierig und verwirrt zugleich, locken ihn durch die perfekte Malerei an, scheinen aber irgendwie auch unheimlich und befremdlich.

## Einzelausstellungen
2021
- FILO, König Galerie Berlin
- far closer, Galerie Thomas Fuchs

2020
- SOFT CRUSH, König Galerie Berlin

2019

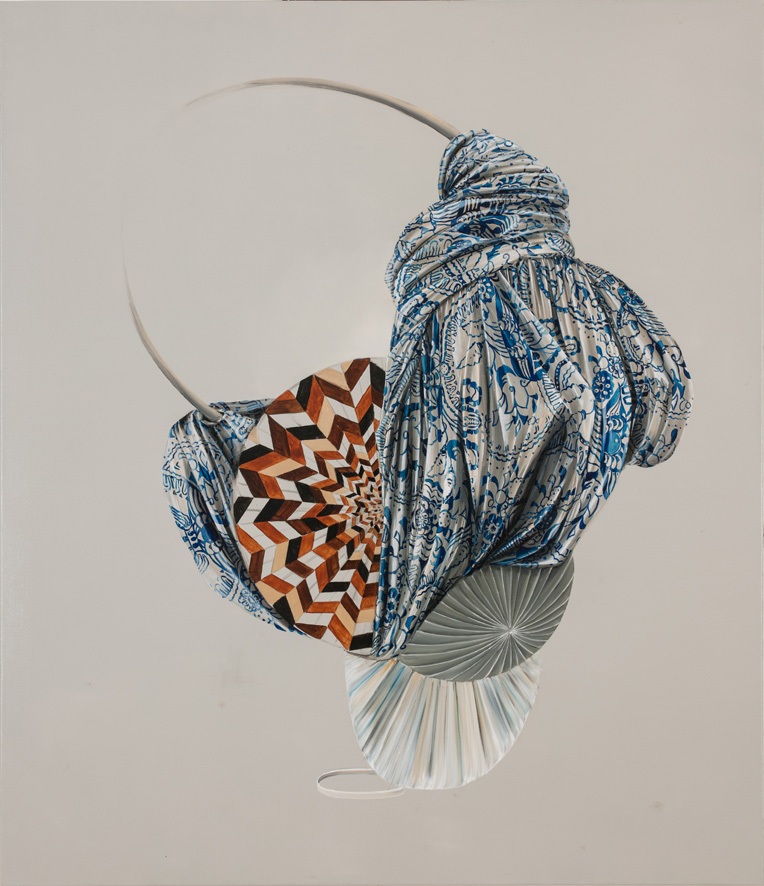
Mona Ardeleanu, Zwirbel I, 2013, Öl auf Leinwand, 140 × 120 cm, copyright Mona Ardeleanu, courtesy Wagner + Partner

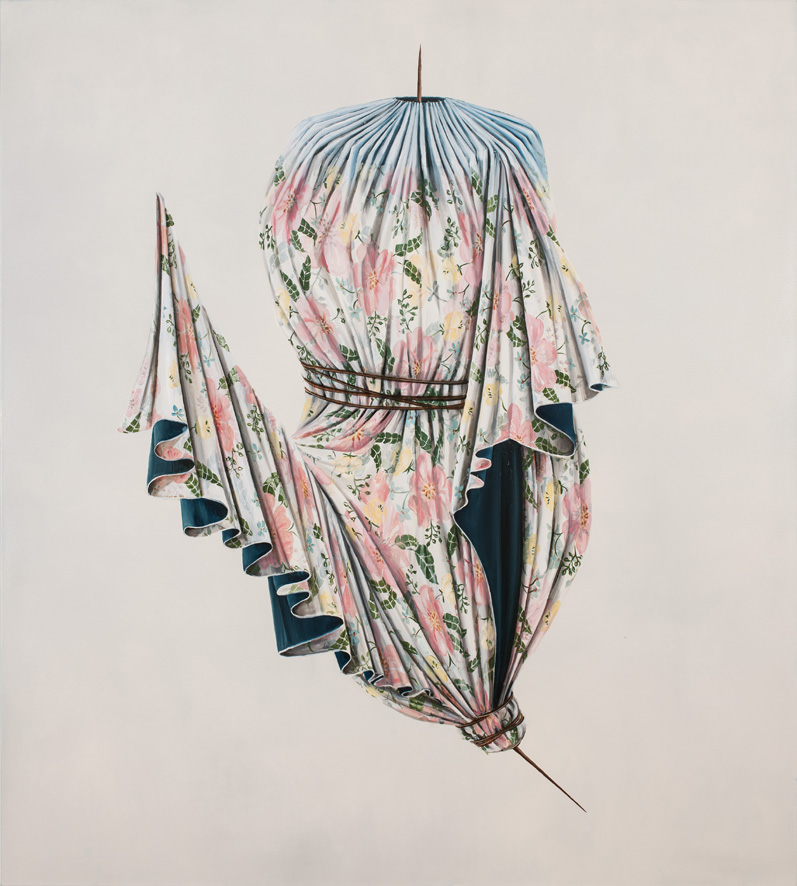
Mona Ardeleanu, Zwirbel I, 2013, Öl auf Leinwand, 140 × 120 cm, copyright Mona Ardeleanu, courtesy Galerie Thomas Fuchs

- Fade. Galerie Thomas Fuchs Stuttgart

2017
- Mona Ardeleanu, Kunsthalle Nürnberg
- Mona Ardeleanu - The Bow, Wetterling Gallery, Stockholm
- Vitamin #13_Mona Ardeleanu, Vitamin Reutlingen

2016
- Mona Ardeleanu. The Fold. Galerie Thomas Fuchs, Stuttgart
- Lost and Found (mit Alfred Ehrhardt), Galerie WAGNER+PARTNER, Berlin

2015
- Mona Ardeleanu, Kunstverein Biberach

2014
- Mona Ardeleanu, Galerie WAGNER + PARTNER, Berlin

2013
- Frischzelle_19: Mona Ardeleanu, Kunstmuseum Stuttgart
- inner circles, Kunstverein Brackenheim in Kooperation mit der Kunststiftung Baden-Württemberg
- nochmal seitwärts fliegen, Showroom EnBW Berlin
- Softskin, Galerie Wagner + Partner, Berlin

2012
- Adler brüten keine Tauben, Galerie Rainer Wehr, Stuttgart

2011
- Puppenruhe, Städtische Galerie im Eichenmüllerhaus Lemgo, Lemgo
- Es ist in der Haut, wär’s im Kleide, so wär’s vergänglich, Galerie Rainer Wehr, Stuttgart

2010
- Epidermis (Sieben Häute hat ’ne Zwiebel), John Doe Projects, Karlsruhe
- Patina, Städtische Galerie im Stapflehus, Weil am Rhein

## Gruppenausstellungen
2020
- jetzt! Junge Malerei in Deutschland, Deichtorhallen Hamburg

2019
- jetzt! Junge Malerei in Deutschland

Kunstmuseum Bonn
Museum Wiesbaden
Kunstsammlungen Chemnitz - Museum Gunzenhauser
2018
- Ausbruch aus der Fläche - Das Origami-Prinzip in der Bildenden Kunst, Museum MARTa Herford

2017
- Hans - Purrmann - Förderpreis, Kulturhof Flachsgasse, Speyer

2016
- Paarweise - neue Werke in der Sammlung MARTa Herford

2015
- ALLE! Städtische Galerie Karlsruhe

2014
- Kunst/Stoff – Lebensversicherung, E-WERK Freiburg
- Salon der Gegenwart, Hamburg

2012
- Baden-Württemberg 60, Kunstmuseum Singen

2011
- Von uns aus im Herzen, OP Nord, Stuttgart
- Das Schrimmen von Tink, Galerie der Stadt Backnang
- Oh du Künstliche… Alles Papier, Galerie Rainer Wehr, Stuttgart

2010
- Unsichtbare Schatten - Bilder der Verunsicherung, MARTa, Herford
- Leinzell Open XX/X, Silvia und Helmut Wickleder Stiftung, Schloss Leinzell
- Stipendium Junge Kunst 2010, Städtische Galerie im Eichenmüllerhaus Lemgo

2009
- Und ewig lockt die Malerei IV, Galerie Rainer Wehr, Stuttgart

2008
- on the right, curated by Tal R, Ve.sch Raum und Form für Bildende Kunst Wien